# Championnat du Danemark de football 1934-1935
Navigation
Saison précédente Saison suivante
La saison 1934-1935 du Championnat du Danemark de football était la 22e édition du championnat de première division au Danemark. Les 10 meilleurs clubs du pays sont regroupés au sein d'un poule unique où chaque formation rencontre tous ses adversaires une seule fois. Le club classé dernier est relégué en D2 et remplacé par le champion de la division inférieure.
C'est le B 93 Copenhague, champion du Danemark en titre, qui remporte la compétition en terminant en tête de la poule. C'est le 6e titre de champion du Danemark de l'histoire du club.

## Les 10 clubs participants
| - KB Copenhague - B 93 Copenhague - BK Frem Copenhague - Boldklubben 1903 - Akademisk Boldklub | - AaB Aalborg - AGF Aarhus - Esbjerg fB - Fremad Amager - Helsingor IF - Promu de D2 |

## Compétition

### Classement
Le barème utilisé pour établir le classement est le suivant :
- Victoire : 2 points
- Match nul : 1 point
- Défaite : 0 point

| Rang | Équipe              | Pts | J | G | N | P | Bp | Bc | Diff |
| ---- | ------------------- | --- | - | - | - | - | -- | -- | ---- |
| 1    | B 93 Copenhague (T) | 13  | 9 | 6 | 1 | 2 | 26 | 13 | +13  |
| 2    | BK Frem Copenhague  | 12  | 9 | 5 | 2 | 2 | 28 | 16 | +12  |
| 3    | KB Copenhague       | 12  | 9 | 5 | 2 | 2 | 22 | 14 | +8   |
| 4    | Akademisk Boldklub  | 11  | 9 | 4 | 3 | 2 | 28 | 23 | +5   |
| 5    | Esbjerg fB          | 10  | 9 | 5 | 0 | 4 | 18 | 19 | -1   |
| 6    | AGF Aarhus          | 9   | 9 | 4 | 1 | 4 | 33 | 23 | +10  |
| 7    | Boldklubben 1903    | 8   | 9 | 3 | 2 | 4 | 15 | 15 | 0    |
| 8    | Helsingør IF (P)    | 6   | 9 | 2 | 2 | 5 | 16 | 27 | -11  |
| 9    | AaB Aalborg         | 5   | 9 | 2 | 1 | 6 | 17 | 21 | -4   |
| 10   | Fremad Amager       | 4   | 9 | 1 | 2 | 6 | 7  | 39 | -32  |

|  | Champion du Danemark 1934-1935                         |
|  | Relégation en deuxième division                        |
|  | (T) : Tenant du titre (P) : Promu de deuxième division |

## Bilan de la saison
| Tableau d'Honneur                   |                 |
| Compétition                         | Vainqueur       |
| Championnat du Danemark de football | B 93 Copenhague |

| Promotion et relégation      |               |
| Relégué en deuxième division | Fremad Amager |
| Promu en Meistersbaksserien  | Næstved BK    |